# Air Comet
Air Comet, раніше відома як Air Plus Comet — колишня авіакомпанія Іспанії зі штаб-квартирою в Мадриді, яка здійснювала чартерні і регулярні далекомагістральні пасажирські перевезення з Мадрида в 13 пунктів призначення в Центральної і Південної Америки.
Портом приписки авіакомпанії і її головним транзитним вузлом (хабом) був міжнародний аеропорт Барахас в Мадриді. Компанія працювала в партнерських угодах з болівійської AeroSur та іншими відомими перевізниками.

## Історія
11 грудня 1996 року у зв'язку з фінансовими проблемами припинила роботу невелика іспанська авіакомпанія «Oasis Airlines», щоб експлуатувати єдиний пасажирський літак Airbus A310. Цей лайнер і більшість співробітників колишнього перевізника стали основною базою для знову утвореної магістральної компанії. Авіакомпанія Air Plus Comet була заснована 23 грудня 1996 року та початку операційну діяльність 1 березня наступного року. Базовим аеропортом перевізника був мадридський аеропорт Барахас, в якому для обслуговування її рейсів використовувався Термінал 1. Організація компанії проходила в деякій поспіху і спочатку не було обрано її офіційну назву, тому код ІКАО «MPD» було присвоєно перевізнику за першими літерами його засновників (Мата, Паскуаль і Діас).
Air Plus Comet, в-основному, працювала на ринку далекомагістральних чартерних перевезень з Мадрида й Пальми-де-Майорка в аеропорти Америки і країн Карибського басейну. У січні 2007 року компанія змінила офіційну назву на Air Comet і зосередилася на регулярних пасажирських перевезеннях по тих же напрямках, взявши на себе кілька маршрутів в Латинську Америку авіакомпанії Air Madrid, яка збанкрутувала.

### Банкрутство
11 лютого 2009 року комітет ІАТА усунув Air Comet від комерційних перевезень у зв'язку з невиплатою чергового внеску у січні 2009 року.
21 грудня 2009 року Верховний суд Лондона задовольнив вимоги німецького банку HSH Nordbank, пов'язані з невиконанням Air Comet умов оплати платежів за орендовані повітряні судна. Таким чином, авіакомпанія була юридично відсторонена від експлуатації чотирьох лайнерів Airbus A330-200 і продажу квитків на свої рейси, після чого Air Comet оголосила себе банкрутом і припинила операційну діяльність.

## Маршрутна мережа

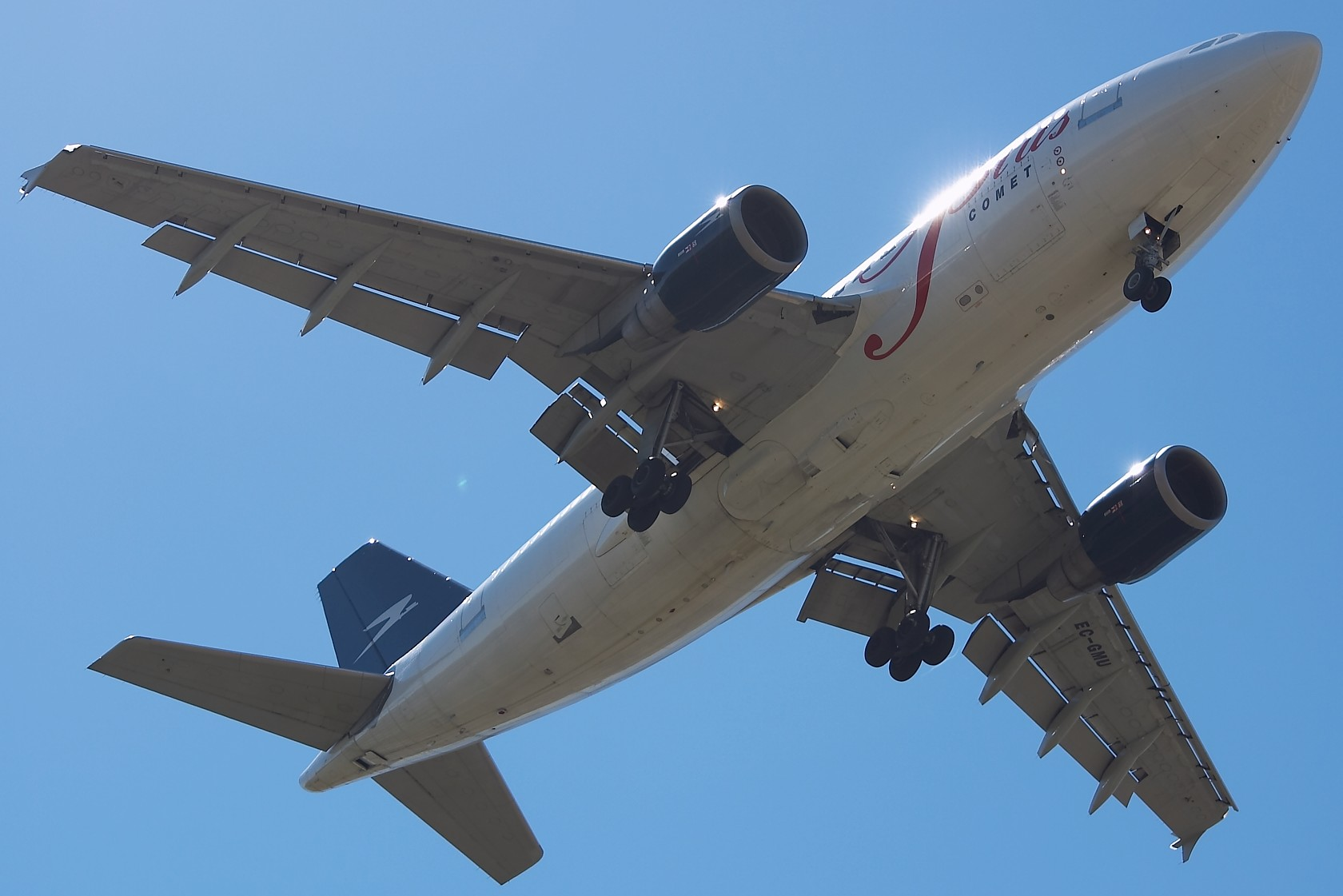
Посадка Airbus A310 авіакомпанії Air Comet міжнародному аеропорту Барахас, 2005

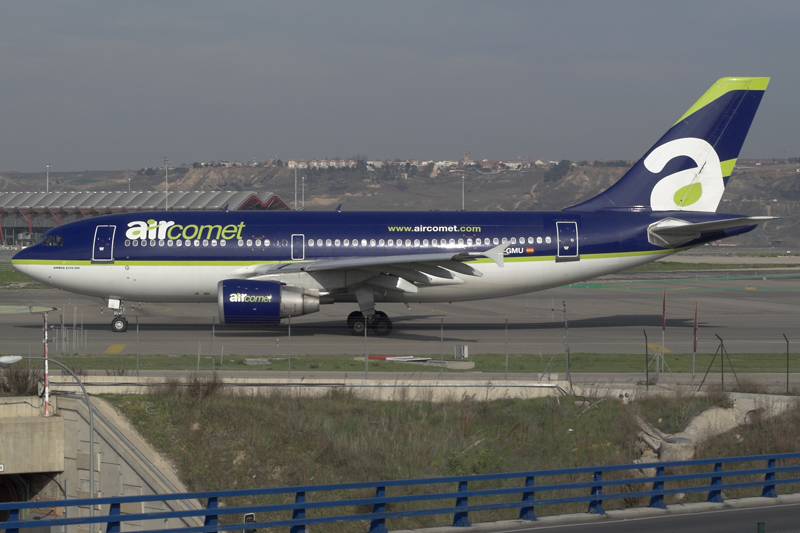
Airbus A310-300 авіакомпанії Air Comet в міжнародному аеропорту Барахас Мадрид

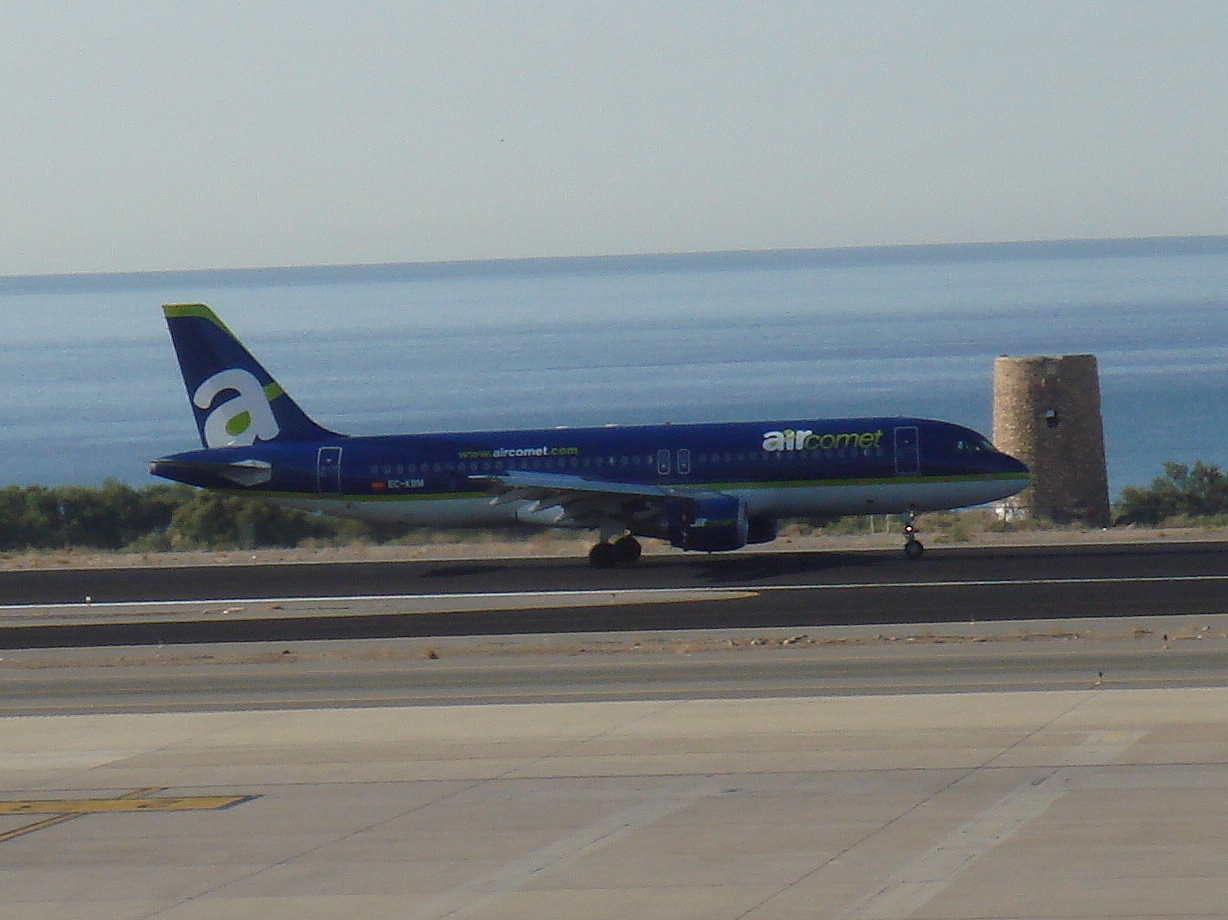
Airbus A320-211 (реєстраційний EC-KBM) авіакомпанії Air Comet на рулюванні в міжнародному аеропорту Альмерія

У грудні 2009 року маршрутна мережа регулярних перевезень авіакомпанії Air Comet включала в себе наступні пункти призначення:
Європа
- Мадрид — мадридський аеропорт Барахас хаб

Північна Америка
- Гавана — міжнародний аеропорт імені Хосе Марті

Південна Америка
- Богота — міжнародний аеропорт Ель-Дорадо
- Буенос-Айрес — міжнародний аеропорт імені міністра Пистарини
- Гуаякіль — міжнародний аеропорт імені Хосе Хоакіна де Ольмедо
- Ліма — міжнародний аеропорт імені Жоржа Чавеса
- Кіто — міжнародний аеропорт імені маршала Сукре
- Санта-Крус-де-ла-Сьєрра — міжнародний аеропорт Виру-Виру

## Флот
21 грудня 2009 року повітряний флот авіакомпанії Air Comet складали наступні літаки:
Станом на 19 лютого 2009 року середній вік повітряних суден авіакомпанії Air Comet становив 12,2 року.